# Trichospermum
Trichospermum é um género botânico que inclui as espécies de plantas nativas do continente americano designadas vulgarmente como sambaíba-da-baía e sambaíba-de-sergipe.

## Sinonímia botânica
O género tem, ainda, sido designado pelos seguintes nomes:
- Althoffia, K.Schum.
- Belotia, A.Rich.
- Bixagrewia, Kurz
- Diclidocarpus, A.Gray
- Eroteum, Blanco
- Graeffea, Seem.
- Halconia, Merrill